# Värmepanna

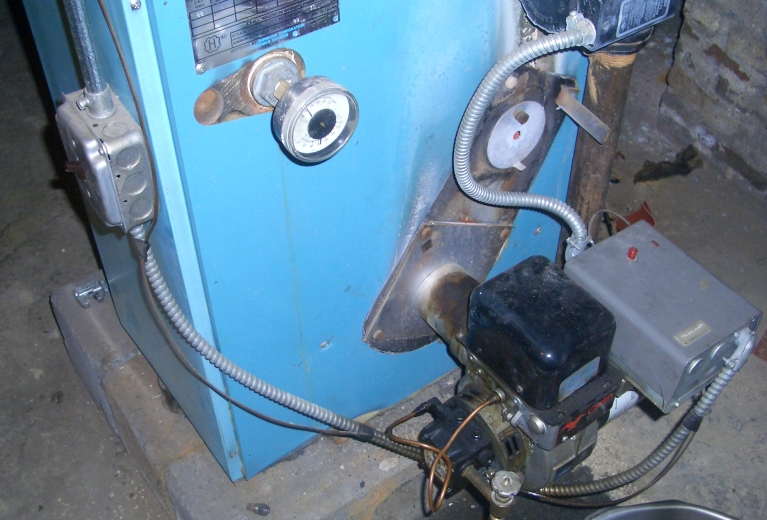
En oljedriven värmepanna.

Värmepanna är en anordning som värmer vatten i ett centralvärmesystem i större eller mindre byggnader. Värmepannan kan också värma upp tappvarmvatten. Värmepannan kan antingen alstra värme genom förbränning eller använda elenergi utan förbränning. Värmepannor för förbränning kan beroende på typ använda fast, flytande eller gasformiga bränslen. Exempel på fasta bränslen är ved, flis, pellets, träpulver, kol, koks, avfall och torv. Flytande bränslen kan vara olja, diesel, svartlut. Gasbränslen kan tex vara fossilgas och gasol. Värmepannor som använder el har en eller flera inbyggda elpatroner. 
Det förekommer även att värmepumpar kallas för värmepanna, men som regel omnämns de istället som värmepump trots dess fysiska likhet.

## Villapanna
Villapanna är en värmepanna som kan eldas med olika typer av bränslen. Villapannor används för uppvärmning av mindre hus, men producerar även varmvatten för användning i till exempel badrum och kök. Den vanligaste typen av villapannor är konstruerade för hus med vattenburen värme. Det vill säga villapannan värmer vatten som cirkulerar genom radiatorer som placeras i de rum som skall värmas upp.

### Typer
Det finns många typer av villapannor och de kan delas in i grupper på flera sätt, exempelvis i oljeeldade pannor och fastbränslepannor. Fastbränslepannor kan i sin tur delas in i undergrupper beroende på vad som eldas. I stort sett benämns pannor av alla slag, även större kraftproducerande anläggningar, efter den typ av bränsle som nyttjas vid förbränningen.
Några vanliga typer av villapannor är
1. Elpannor,[1] värmer mediet med en värmepatron
2. Oljepanna,[1] värmer mediet genom att elda villaolja (EO1) i en brännare, vanligen kallad för villabrännare. Alternativt bränsle är bränslepellet genom att pannan utrustas med en pelletbrännare.
3. Flispannor, värmer mediet genom att elda träflis, vanligen i form av pellets.
4. Kombipannor,[1] kan värma mediet på flera olika sätt. En vanlig kombination är flis- och elpannor. Alternativt bränsle är bränslepellet genom att pannan utrustas med en pelletbrännare.

Mediet är i dessa fall uteslutande vatten.

## Typer av värmepannor
- vedpanna (vedeldad värmepanna)
- pelletseldad värmepanna
- gaspanna[1]